# Полотнюк Євген
Євге́н-Володимир Полотню́к (псевдо Ойґен; 7 січня / 10 січня / 30 березня / 10 березня 1906, с. Білобожниця, нині Чортківський район, Тернопільська область або с. Підмонастир, нині Перемишлянський район, Львівська область[джерело?] — 28 серпня / 28 листопада / 28 грудня 1943, Ворохта) — учасник українського національно-визвольного руху, чоловік Ірини Вільде.

## Життєпис
Народився, за одними даними, 7 січня (за іншими — 10 січня, 30 березня), або 10 березня[джерело?] 1906 року в с. Білобожниця, нині Чортківський район, Тернопільська область (за іншими даними — Підмонастир, нині в у Перемишлянському районі Львівської області, Україна (тоді Бібрецького повіту Королівства Галичини та Володимирії) в заможній сім'ї, батько працював кондуктором на залізниці, у 1907 сім'я переселилася до с. Черніїв Тисьменицького повіту, згодом до Станіславова, де жили на вулиці Двірцевій, 71. Мав двох братів: Осипа (після 1895 — січень 1916, служив у січових стрільцях, і Платона-Івана (1908—1937, був бойовиком ОУН, розстріляний у Мінську).
Євген навчався в Станиславівській українській гімназії (1917—1926), де став членом УВО і керівником місцевого Пласту. 14 серпня 1926 року був заарештований разом із братом Платоном на короткий час.
у 1926 вступив до Львівської Політехніки на хімічний виділ, але через зловживання адміністрації не склав сесії і перевівся на рільничо-лісовий відділ Політехніки на 1 курс, який закінчив 1932 року. Дипломну роботу захистив 9 лютого 1934 р.
Проживав в Академічному домі на вул. Супінського, 21 (тепер вул. Коцюбинського), де 1930 познайомився з Дариною Макогон. Був спортсменом (бігуном). Друзі кликали його на німецький лад Ойген.
Працював лісником у с. Милятичах, у приватному маєтку, у державних (камеральних лісах у с. Страшевичах, нині Старосамбірський район).
На початку 1939 р. заарештований і ув'язнений у Березі Картузькій, звільнений з початком війни у вересні 1939 р. За «перших совєтів» працював у с. Лелехівці (тепер Яворівський район) директором ліспромгоспу. Йому вдалося уникнути призову до Червоної армії. У червні 1941 р. отримав запрошення від Андрія П'ясецького працювати в уряді Ярослава Стецька, але не встиг через арешти на початку липня 1941 р. Влітку 1941 р. почав працювати надлісничим в митрополичих лісах Андрея Шептицького в с. Микуличин (тепер Надвірнянський район Івано-Франківської області) недалеко від Яблуницького перевалу, де колись працював Андрій Мельник. Там будуються бункери, виникла старшинська школа УПА. Мав контат із Сидором Ковпаком у липні 1943 році під час його рейду.
Поляки зробили на Євгена Полотнюка донос у гестапо, перевірка виявила криївки, його було арештовано німцями у с. Ворохті і в числі інших дев'яти ув'язнених розстріляно як заручників прилюдно за одного вбитого німецького вояка 28 грудня (за іншими даними 28 серпня чи 28 листопада) 1943 року у Ворохті.